# ケビン・アフガニ
ケビン・ザカリー・アフガニ（Kevin Zachary Afghani、1996年11月9日 - ）は、アメリカ合衆国の男性声優。カリフォルニア州ロサンゼルス在住。

## 来歴
アニメやテレビゲームが大好きであることがきっかけで声優を目指した。それについては自身にとってはエキサイティングな芸術であるという。
2023年10月、「マリオシリーズ」の主人公・マリオやルイージの声を長年演じてきたチャールズ・マーティネーから引き継いだ。同月20日に発売された『スーパーマリオブラザーズ ワンダー』より担当する。また、同じくチャールズが長年演じてきた同シリーズのワリオとワルイージの声も引き継ぎ、同年11月3日に発売された『超おどる メイド イン ワリオ』の英語版よりワリオ役を、2024年10月17日に発売された『スーパー マリオパーティ ジャンボリー』よりワルイージ役を担当する。

## 人物
マリオシリーズの大ファンでもあり、クッパの像を持っている他、高校時代はマリオシリーズをモチーフにした衣装でプロムに参加していたという。

## 出演
太字はメインキャラクター。

### Webアニメ
- ドラゴンボールR&R（2018年、ラディッツ）
- Anime Penguin: Red Snow（2020年、スパイク）
- Mashed（2020年、カップヘッド、探偵、将軍、グラント、ボーイフレンド、スパイク）
- Secret History of Cuphead（2022年、探偵、将軍、グラント）

### ゲーム
- 原神（2020年、アーノルド）
- スーパーマリオブラザーズ ワンダー（2023年、マリオ[2]、ルイージ[2]）
- 超おどる メイド イン ワリオ（2023年、ワリオ〈英語版〉、マリオ、ルイージ）
- ファイナルファンタジーVII リバース（2024年、追加の声）
- スーパー マリオパーティ ジャンボリー（2024年、マリオ、ルイージ、ワリオ、ワルイージ）
- Rivals of Aether II（2024年、フォースバーン）
- マリオ&ルイージRPG ブラザーシップ!（2024年、マリオ、ルイージ）
- Warframe（2024年、アミール〈ボルト〉）
- マリオカートワールド（2025年、マリオ、ルイージ、ワリオ、ワルイージ、ベビィマリオ、ベビィルイージ）